# Zapornia tabuensis
La schiribilla fuligginosa o schiribilla uniforme (Zapornia tabuensis (J. F. Gmelin, 1789)), nota anche come Puweto in lingua māori, è un uccello della famiglia dei Rallidi originario dell'Australasia.

## Descrizione
La schiribilla fuligginosa misura circa 20 cm di lunghezza e pesa 45 g. Ha testa, collo e tutte le regioni inferiori di colore grigio-ardesia scuro, sfumato di marrone sulla sommità del capo, mentre il mento è di colore grigio cenere chiaro. Il dorso e le ali sono di un colore marrone-cioccolata che diviene più scuro sulla groppa e il sopraccoda. Il sottocoda è marrone scuro, con numerose bande trasversali bianche. L'iride e l'anello perioculare sono di colore rosso; le zampe sono di colore rosso sbiadito e il becco è interamente nero-marroncino uniforme. I sessi sono simili.
Gli esemplari giovani hanno una colorazione più scura e le regioni superiori meno marroncine; iride, becco e zampe sono neri.

## Biologia

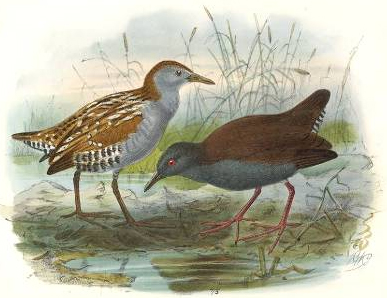
Schiribilla fuligginosa (a destra) e schiribilla grigiata (a sinistra).

La schiribilla fuligginosa è un uccello molto timido e riservato, che si tiene alla larga dagli insediamenti umani. È probabile che in molte aree la bonifica delle paludi e delle zone umide di pianura, così come l'introduzione di predatori alloctoni, ne abbiano ridotto il numero di esemplari. Tuttavia, a causa della sua natura sfuggente, è molto difficile stimarne il numero di esemplari. Nonostante venga vista volare raramente, gli studi basati sull'inanellamento degli esemplari hanno dimostrato che è una specie alquanto mobile; talvolta, esemplari inanellati sono stati ricatturati a molti chilometri dalla località dove era avvenuta la prima cattura.

### Voce
Data la natura riservata della schiribilla, è più facile udirne il richiamo che avvistarla. Una vasta gamma di suoni può spesso essere udita all'alba e al crepuscolo, quando l'animale è più attivo. Tra di essi ricordiamo un buk ripetuto molte volte, un pit-pit piuttosto acuto e un purrrr ondeggiante molto caratteristico.

### Alimentazione
La dieta è costituita da vermi, chiocciole, ragni, girini, Coleotteri, larve di insetto e semi di piante acquatiche e frutti caduti. Sebbene non si spinga quasi mai su terreno aperto per andare in cerca di cibo, talvolta si nutre nei canali circondati da canneti o sulle distese di fango, e sulle isole prive di predatori razzola nella lettiera di foglie sul terreno della foresta.

### Riproduzione
Le coppie rimangono entro i confini del loro territorio di nidificazione per tutto l'anno. Il periodo di nidificazione va da agosto a febbraio, ma la maggior parte delle uova viene deposta tra settembre e ottobre. Il nido è costituito da una grossa struttura a forma di coppa fatta di erbe e carici. Sulle paludi poste nelle grandi masse continentali (Nuova Guinea, Australia e Nuova Zelanda) il nido può essere situato a circa 50 cm sopra il livello dell'acqua, alla base di un carice e sotto una copertura arborea. Sulle isole minori costruisce il nido sul terreno, ma lo cela con cura nel fitto sottobosco. Le uova, in numero di 2-5 per covata e di color crema-rosato, vengono covate da entrambi i genitori per 20-22 giorni. Le covate deposte in un periodo più avanzato della stagione riproduttiva sono più numerose, e sono costituite da uova più grandi. I pulcini sono ricoperti di piumino nero e lasciano il nido entro due giorni. Vengono accuditi dai genitori fino a quando non sono pienamente sviluppati, intorno a 4-5 anni di età.

## Distribuzione e habitat
La schiribilla fuligginosa occupa un areale vastissimo. Si incontra sulle isole di Luzon e Mindoro (Filippine), nelle regioni interne della Nuova Guinea, nell'arcipelago di Bismarck, in molte zone dell'Australia, in Tasmania, in Nuova Zelanda, sulle isole Chatham, su Raoul, una delle isole Kermadec, e su moltissimi gruppi insulari del Pacifico meridionale, dalle Caroline verso est, fino alle Marchesi, le Tuamotu, le isole della Società e Tubuai.
Vive soprattutto tra le zone di fitta vegetazione nelle zone umide e nelle paludi. In Nuova Zelanda si incontra generalmente nelle zone dominate dalla canna raupo (Typha orientalis) e dai carici.